# گنارنبورگ
گنارنبورگ (به آلمانی: Gnarrenburg) یک شهر در آلمان است که در Rotenburg واقع شده‌است. گنارنبورگ ۹٬۶۲۶ نفر جمعیت دارد.